# Mīzan Teferī
Mīzan Teferī är en ort i Etiopien.   Den ligger i regionen Southern Nations, i den sydvästra delen av landet, 400 km sydväst om huvudstaden Addis Abeba. Mīzan Teferī ligger 1 417 meter över havet och antalet invånare är 14 002.
Terrängen runt Mīzan Teferī är kuperad åt nordväst, men åt sydost är den bergig. Runt Mīzan Teferī är det ganska tätbefolkat, med 134 invånare per kvadratkilometer. Det finns inga andra samhällen i närheten. I omgivningarna runt Mīzan Teferī växer i huvudsak städsegrön lövskog.